# Kiesés az öröklésből
Az egyéb öröklési előfeltételek teljesülése ellenére is előfordulhat, hogy az adott személyt örökösként, hagyományosként vagy kötelesrészre jogosultként mégis figyelmen kívül kell hagyni. A magyar öröklési jog ezt az öröklésből való kiesésnek nevezi. Az öröklés  negatív előfeltételei közé tartozik, hogy a személy akkor örököl, ha vele szemben nem áll fenn kiesési ok.
A kiesés relatív hatályú, vagyis csak az érintett személy figyelmen kívül hagyását eredményezi, annak rokonait nem érinti. A kiesés következtében más személy örököl, ezt törvényes öröklés esetén a törvény, végintézkedésen alapuló öröklés esetén az örökhagyó helyettes örökös nevezésével, örökölhet a törvényes helyettes örökös, ilyen hiányában a növedékjog érvényesül, enélkül törvényes öröklés szabályai döntenek. A házassági életközösség hiánya és az érdemtelenség a hagyatéki eljárás során hivatalból nem vehetők figyelembe, ezekre az érdekelteknek kell hivatkozniuk.

## A hatályos Polgári Törvénykönyvben
A hatályos Polgári Törvénykönyv (2013. évi V. törvény) Öröklési joggal foglalkozó hetedik könyvének Első részében a 2. cím a kiesés az öröklésből címet viseli.

### Kiesés az öröklésből
Kiesik az öröklésből, aki nem éli túl az örökhagyót. A közös balesetben vagy más hasonló közös veszélyhelyzetben elhunyt személyek az egymás után történő öröklés tekintetében -  a halál beálltának sorrendjétől függetlenül - kiesettnek tekintendők.
Kiesik az öröklésből az is,
- a) aki az öröklésre érdemtelen;
- b) akit az örökhagyó az öröklésből kizárt vagy kitagadott;
- c) aki lemondott az öröklésről;
- d) aki az örökséget visszautasította.[3]

### Kiesés a haszonélvezeti jogból, a kötelesrészből, továbbá a hagyományból és a meghagyásból
Az öröklésből való kiesésre vonatkozó szabályokat a haszonélvezeti jog öröklésére, a kötelesrészre, a hagyományra és a meghagyásra megfelelően alkalmazni kell, azzal az eltéréssel, hogy a hagyományos és a meghagyás kedvezményezettjének kiesése – ha e vonatkozásban helyettesítés nem történt – a hagyománnyal vagy meghagyással terhelt személy mentesülését jelenti.

### Érdemtelenség
Érdemtelen az öröklésre,
a) aki az örökhagyó életére tört;
b) aki szándékos eljárásával az örökhagyó végakaratának szabad nyilvánítását megakadályozta, a végakarat érvényesítését meghiúsította vagy ezek valamelyikét megkísérelte;
c) aki a hagyatékban való részesülés céljából az örökhagyó után törvényes öröklésre jogosult vagy az örökhagyó végintézkedésében részesített személy életére tört.
Az érdemtelenség nem vehető figyelembe, ha az érdemtelenségre vezető magatartást – bárki ellen irányult – az örökhagyó vagy az, aki ellen irányult, megbocsátotta.
Az érdemtelenségre az hivatkozhat, aki az érdemtelen személy kiesése folytán maga örökölne, vagy a végintézkedéssel reá rótt kötelezettségtől vagy más tehertől mentesülne.
Aki érdemtelenség miatt kiesik az öröklésből, nem jogosult törvényes képviselőként a helyébe lépő személy örökségének kezelésére. Az ilyen vagyon kezelésére a szülői vagyonkezelésből kivont vagyon kezelésére vonatkozó szabályokat kell megfelelően alkalmazni.

## Az 1959. évi IV. törvényben
Az öröklésből kiesés jogcímei között a korábbi Ptk. felsorolta azt is, aki a hagyatékot az öröklés megnyílásakor törvénynél fogva nem szerezheti meg. 
Így például törvénynél fogva a külön élő házastárs esett ki az öröklésből, mivel "a házasság lényege az életközösség. Ilyenkor vizsgálni kell azt is, hogy az életközösség visszaállítására volt-e kilátás."